# Zagalav Abdulbekov
Zagalav Abdulbekov (Dagestán, Unión Soviética, 19 de diciembre de 1945) es un deportista soviético retirado especialista en lucha libre olímpica donde llegó a ser campeón olímpico en Múnich 1972.

## Carrera deportiva
En los Juegos Olímpicos de 1972 celebrados en Múnich ganó la medalla de oro en lucha libre olímpica estilo peso de hasta 62 kg, por delante del turco Vehbi Akdağ (plata) y del búlgaro Ivan Krastev (bronce).